# The Latin Library
The Latin Library – amerykańska baza tekstów łacińskich przygotowana przez Ad Fontes Academy, jeden z  największych tego typu zbiór w sieci WWW. Każdy autor łaciński (np. Cyceron, Horacy, Owidiusz) stanowi jedną kategorię. Inne, odrębne, kategorie tworzą teksty z prawa rzymskiego, chrześcijańskie, średniowieczne i nowołacińskie. Osobną grupę stanowią tzw. rozmaitości (ang. miscellany).
Teksty nie stanowią wydań krytycznych, choć często z nich pochodzą – o ich pochodzeniu informuje sekcja credits. Nie ma także ich tłumaczeń.